# 安全地帯 メモリアル・コレクション
『安全地帯 メモリアル・コレクション』（あんぜんちたい メモリアル・コレクション）は、日本のロックバンドである安全地帯のボックス・セット。
1996年10月2日にキティエンタープライズからリリースされた。安全地帯の1枚目のアルバム『安全地帯I Remember to Remember』（1983年）から8枚目のアルバム『安全地帯VIII〜太陽』（1991年）までのオリジナル・アルバムおよび映画『プルシアンブルーの肖像』（1986年）のサウンドトラック収録曲全てを10枚のCDに、オリジナル・アルバムに収録されなかったシングルおよびシングルのカップリング曲を2枚のCDに収録した、全12枚組のボックスセットである。後に本作収録アルバムをSHM-CD化した上で、過去のライブ映像を収録したDVDが付属したボックス・セット『安全地帯BOX 1982-1993』（2010年）がリリースされている。

## 収録曲

### DISC.1: 安全地帯I リメンバー・トゥ・リメンバー
1983年1月25日リリース。詳細は『安全地帯I Remember to Remember』の項を参照。

### DISC.2: 安全地帯II
1984年5月1日リリース。詳細は『安全地帯II』の項を参照。

### DISC.3: 安全地帯III〜抱きしめたい〜
1984年12月1日リリース。詳細は『安全地帯III〜抱きしめたい』の項を参照。

### DISC.4: 安全地帯IV
1985年11月24日リリース。詳細は『安全地帯IV』の項を参照。

### DISC.5: プルシアンブルーの肖像
1986年8月1日リリース。詳細は『プルシアンブルーの肖像 オリジナル・サウンドトラック』の項を参照。

### DISC.6 & 7: 安全地帯V
1986年12月14日リリース。詳細は『安全地帯V』の項を参照。

### DISC.8: 安全地帯VI〜月に濡れたふたり〜
1988年4月10日リリース。詳細は『安全地帯VI〜月に濡れたふたり』の項を参照。

### DISC.9: 安全地帯VII〜夢の都〜
1990年7月25日リリース。詳細は『安全地帯VII〜夢の都』の項を参照。

### DISC.10: 安全地帯VIII〜太陽〜
1991年12月11日リリース。詳細は『安全地帯VIII〜太陽』の項を参照。

### DISC.11 & 12: MEMORIAL COLLECTION FILE
本作のみに収録されたアルバムであり、オリジナル・アルバム未収録となっていたシングル曲およびカップリング曲が収録されている。
| #         | タイトル                                   | 作詞               | 作曲      | 編曲           | 時間  |
| --------- | ------------------------------------------ | ------------------ | --------- | -------------- | ----- |
| 1.        | 「萠黄色のスナップ」                       | 安全地帯、崎南海子 | 玉置浩二  | 安全地帯、星勝 | 5:18  |
| 2.        | 「一度だけ」                               | 安全地帯、崎南海子 | 玉置浩二  | 安全地帯、星勝 | 4:58  |
| 3.        | 「FIRST LOVE TWICE」                       | 小椋佳             | 玉置浩二  | 星勝、安全地帯 | 4:40  |
| 4.        | 「We're alive」                            | 松尾由紀夫         | 玉置浩二  | 安全地帯、星勝 | 4:07  |
| 5.        | 「マスカレード（シングル・ヴァージョン）」 | 松井五郎           | 玉置浩二  | 星勝、安全地帯 | 4:08  |
| 6.        | 「置き手紙」                               | 安全地帯、崎南海子 | 玉置浩二  | 星勝、安全地帯 | 4:37  |
| 7.        | 「熱視線」                                 | 松井五郎           | 玉置浩二  | 安全地帯、星勝 | 4:12  |
| 8.        | 「一秒一夜」                               | 松井五郎           | 矢萩渉    | 安全地帯、星勝 | 3:44  |
| 9.        | 「ノーコメント」                           | 松井五郎           | 玉置浩二  | 安全地帯       | 4:12  |
| 10.       | 「チャイナドレスでおいで」                 | 松井五郎           | 玉置浩二  | 安全地帯、星勝 | 4:09  |
| 合計時間: | 合計時間:                                  | 合計時間:          | 合計時間: | 合計時間:      | 44:05 |

| #         | タイトル                                 | 作詞      | 作曲      | 編曲                                   | 時間  |
| --------- | ---------------------------------------- | --------- | --------- | -------------------------------------- | ----- |
| 1.        | 「俺はシャウト!」                        | 井上陽水  | 玉置浩二  | 井上陽水、安全地帯、中西康晴、川島裕二 | 4:01  |
| 2.        | 「恋はDANCEではじめよう」                | 松井五郎  | 玉置浩二  | 安全地帯                               | 1:57  |
| 3.        | 「じれったい（シングル・ヴァージョン）」 | 松井五郎  | 玉置浩二  | 星勝、安全地帯                         | 3:43  |
| 4.        | 「ひとりぼっちの虹」                     | 松井五郎  | 玉置浩二  | 星勝、安全地帯                         | 2:44  |
| 5.        | 「きっかけのWink」                       | 松井五郎  | 玉置浩二  | 星勝、安全地帯                         | 3:36  |
| 6.        | 「時計」                                 | 松井五郎  | 玉置浩二  | 安全地帯、星勝、BAnaNA                 | 2:16  |
| 7.        | 「微笑みに乾杯」                         | 松井五郎  | 玉置浩二  | 安全地帯、星勝                         | 4:37  |
| 8.        | 「ナンセンスだらけ」                     | 松井五郎  | 玉置浩二  | 安全地帯、星勝、BAn[A]NA               | 3:39  |
| 9.        | 「あの頃へ」                             | 松井五郎  | 玉置浩二  | 安全地帯                               | 4:59  |
| 10.       | 「地平線を見て育ちました。」             | 糸井重里  | 玉置浩二  | 安全地帯                               | 6:04  |
| 11.       | 「ひとりぼっちのエール」                 | 須藤晃    | 玉置浩二  | 安全地帯                               | 6:42  |
| 合計時間: | 合計時間:                                | 合計時間: | 合計時間: | 合計時間:                              | 44:18 |

## リリース日一覧
| No. | リリース日    | レーベル               | 規格     | カタログ番号  | 備考 | 出典        |
| --- | ------------- | ---------------------- | -------- | ------------- | ---- | ----------- |
| 1   | 1996年10月2日 | キティエンタープライズ | 12枚組CD | KTCR-1601～12 |      | [ 2 ] [ 3 ] |